# أولاد مطاع (إقليم الحوز)
أولاد مطاع هي بلدة مغربية ومركز جماعة أولاد مطاع القروية ضمن إقليم الحوز بجهة مراكش آسفي. في عام 2014 م، بلغ عدد سكان الجماعة 6،937 فردا، يعيشون في 1،430 أسرة.